# Synodontis acanthomias
Synodontis acanthomias är en afrikansk fiskart i ordningen malartade fiskar som förekommer i Centralafrikanska republiken, Kamerun, Kongo-Brazzaville och Kongo-Kinshasa. Den är främst nattaktiv. Den kan bli upp till 59 cm lång och cirka 11 år gammal.